# Cmentarz żydowski w Lubieniu Kujawskim
Cmentarz żydowski w Lubieniu Kujawskim – kirkut służący żydowskiej społeczności Lubienia Kujawskiego. Data jego powstania jest nieznana. Zajmuje powierzchnię 1 ha, na której w wyniku wojennych zniszczeń nie zachowały się żadne nagrobki. Leży w bezpośrednim sąsiedztwie cmentarza katolickiego.